# 鷹ノ台ドライビングスクール
鷹ノ台ドライビングスクール（たかのだいドライビングスクール）は、千葉県千葉市にある千葉県公安委員会指定の自動車教習所。
秋田県に傘下の株式会社丸の内ホテルや横手温泉郷株式会社がある。

## 沿革
出展
- 1963年（昭和38年）『八千代自動車教習所』として開校。
- 1963年（昭和38年）12月 県下30番目の千葉県公安委員会指定自動車教習所（普通車・普通自動二輪車・大型自動車）となる[2]。
- 1990年（平成2年）9月 千葉県公安委員会より「初心運転者講習機関(原付車)」として指定される。
- 2001年（平成13年） 千葉県公安委員会より「高齢者講習機関」として指定される。
- 2003年（平成15年） 創立40周年。
- 2007年（平成19年）6月 『八千代自動車教習所』から『鷹ノ台ドライビングスクール』と名称変更。
- 2008年（平成20年）12月 千葉県公安委員会より「大型自動二輪車」教習所として指定される。
- 2010年（平成22年）4月 マニュアル教習車に日産・ティーダラティオを導入。
- 2010年（平成22年）6月 千葉県公安委員会より「大型特殊自動車」教習所として指定される。
- 2010年（平成22年）8月 AT教習車にトヨタ・プリウスを導入。プリウスの教習者は千葉県下初となる。
- 2013年（平成25年） 創立50周年。
- 2015年（平成27年）1月 年中無休営業開始。
- 2015年（平成27年）2月 合宿教習専用自社宿舎2棟完成、合宿教習を開始。
- 2017年（平成29年）2月 合宿教習専用自社宿舎が4棟になる。
- 2018年（平成30年）2月 業界初のポイント制度を導入。楽天ポイント、Ponta、WAONに対応している。

## 取扱教習
- 普通免許
- 普通二輪
- 小型二輪
- 大型特殊
- 合宿免許
- ペーパードライバー教習

## 特色
GMOリサーチ社のアンケートで千葉・東京・神奈川で免許取得者がおすすめしたい教習所No.1に選出。

## 関連グループ企業
- 市原興業株式会社
  - 五井自動車教習所/千葉マリーナドライビングスクールなどの自動車学校、市原技能講習センターを運営。
  - ビジネスホテル五井温泉/ビジネス温泉ホテル臨海荘/千葉マリーナINN といったホテルも運営している。